# Treinadores do Club Universitario de Deportes
Este artigo contém uma lista em ordem cronológica dos técnicos que dirigiram o Club Universitario de Deportes.

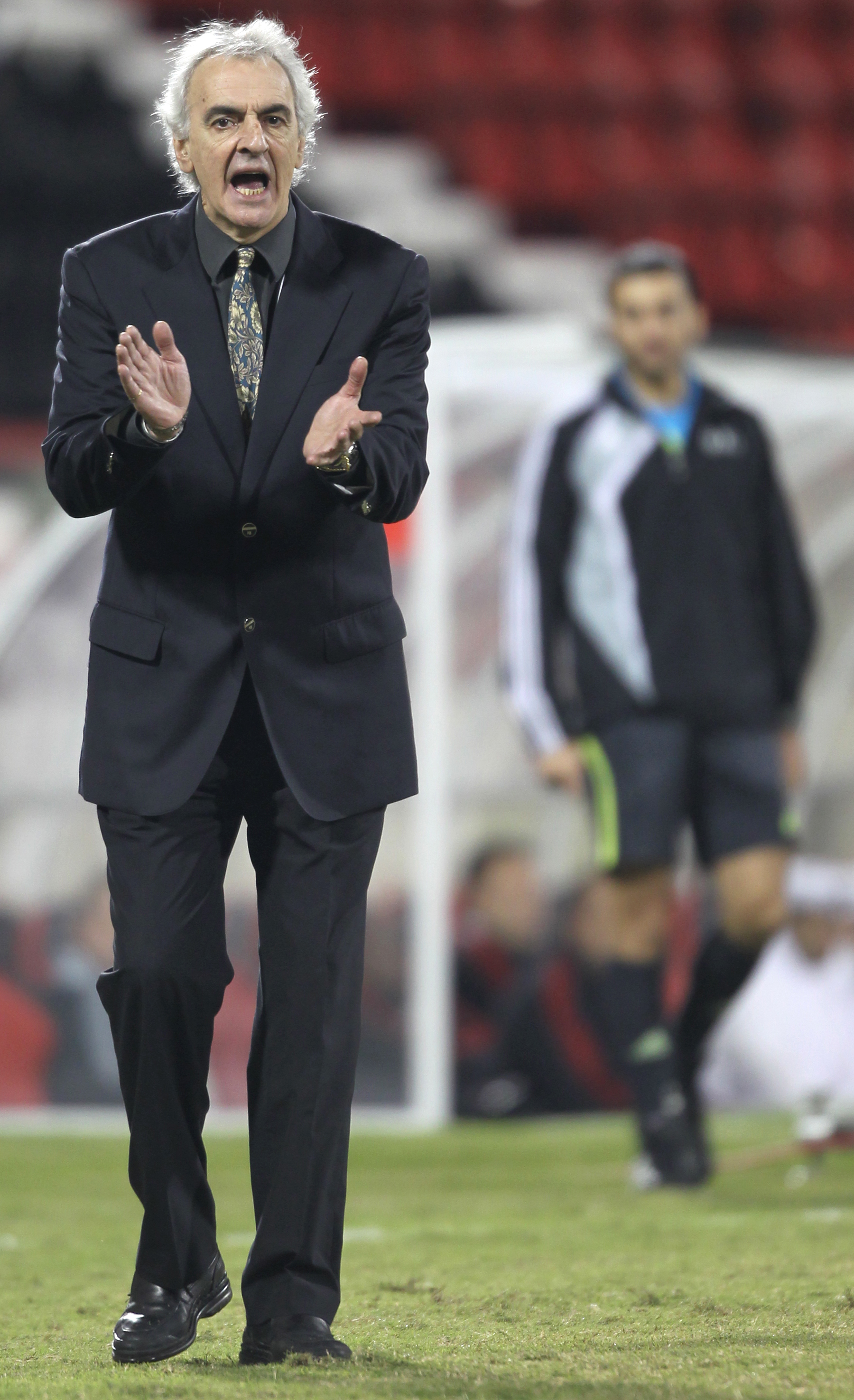
Jorge Fossati é o atual treinador do clube

## Treinadores
O primeiro treinador foi o suíço Adolf Berger. Em 1939, Jack Greenwell chegou ao clube, com um estilo de jogo inovador conquistou o campeonato peruano de 1939, mesmo ano conseguiu também conquistar a Copa América com a Seleção Peruana.

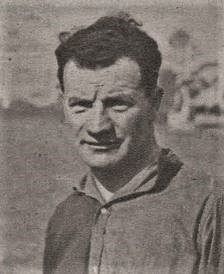
Jack Greenwell, treinador inglês que foi campeão em 1939

Em 2020 foi anunciado Gregorio Perez, o campeonato começou bem, mas a pandemia fez com que ele não continuasse no cargo. O Universitario anunciou a saída do técnico Gregorio Pérez devido a complicações da pandemia de Covid-19, o contrato de trabalho foi rompido por mútuo acordo. Gregorio Pérez e seu comando técnico chegaram à instituição em dezembro de 2019 para liderar o time titular e buscar a tão esperada estrela número 27. Com reforços que solicitou expressamente, Pérez soube armar uma boa estratégia para iniciar o Torneio Apertura e também jogar a Copa libertadores. Apesar disso, o técnico uruguaio teve a oportunidade de comandar o time em seis rodadas do campeonato local. Quando a 7ª rodada estava prestes a começar, o torneio foi encerrado devido à pandemia de coronavírus.
| Treinador                | Período   |
| ------------------------ | --------- |
| Adolf Berger             | 1924-1927 |
| Mario de las Casas       | 1927-1928 |
| Andrés Rotta             | 1929      |
| Mario de las Casas       | 1930      |
| Julio Borelli            | 1931      |
| Astengo-Denegri-Galindo  | 1932-1936 |
| Alberto Denegri          | 1937-1938 |
| Jack Greenwell           | 1939      |
| Francisco Sabroso        | 1940      |
| Arturo Fernández         | 1941-1951 |
| José Cuesta Silva        | 1952-1953 |
| Arturo Fernández         | 1954-1958 |
| Augusto Gasco            | 1958      |
| Segundo Castillo         | 1958-1959 |
| Manuel Márquez           | 1960      |
| Segundo Castillo         | 1961      |
| Manuel Márquez           | 1961-1962 |
| Miguel Ortega            | 1963      |
| Marcos Calderón          | 1964-1968 |
| Paulo Bueno              | 1968      |
| Alejandro Heredia        | 1968      |
| Roberto Scarone          | 1969-1972 |
| Alejandro Heredia        | 1972      |
| Roberto Reynoso          | 1973      |
| Roberto Scarone          | 1973-1974 |
| Juan Eduardo Hohberg     | 1974-1975 |
| Ángel Uribe              | 1975      |
| Luis Zavala              | 1975      |
| Vito Andrés Bártoli      | 1976      |
| José Fernández           | 1977      |
| Roberto Scarone          | 1978-1979 |
| Luis Cruzado             | 1980      |
| Luis Zacarías            | 1980      |
| Alejandro Heredia        | 1980      |
| Roberto Scarone          | 1981-1983 |
| Juan José Tan            | 1983      |
| Fernando Cuéllar         | 1983      |
| José Ramos Delgado       | 1983-1984 |
| Fernando Cuéllar         | 1984      |
| Marcos Calderón          | 1985-1986 |
| Percy Rojas              | 1986      |
| José Teixeira            | 1986-1987 |
| Percy Rojas              | 1987      |
| Juan Carlos Oblitas      | 1987-1990 |
| Fernando Cuéllar         | 1990-1991 |
| Iván Brzić               | 1991-1993 |
| Ramón Quiroga            | 1993      |
| Sergio Markarián         | 1993-1994 |
| Freddy Ternero           | 1994      |
| Manuel Keosseian         | 1994      |
| Fernando Cuéllar         | 1994      |
| Sergio Markarián         | 1995-1996 |
| Víctor Benavides         | 1996      |
| Eduardo Luján Manera     | 1996      |
| Iván Brzić               | 1997      |
| Víctor Benavides         | 1997      |
| Osvaldo Piazza           | 1998      |
| Miguel Company           | 1999      |
| Roberto Chale            | 1999-2001 |
| Teddy Cardama            | 2001      |
| Javier Chirinos          | 2001      |
| Ángel Cappa              | 2002      |
| Ricardo Valderrama       | 2002      |
| Osvaldo Piazza           | 2002      |
| Javier Chirinos          | 2002      |
| Ricardo Ortiz            | 2003      |
| Javier Chirinos          | 2003      |
| Ramón Quiroga            | 2003      |
| Roberto Martínez         | 2003      |
| Juan José Oré            | 2003      |
| Oscar Malbernat          | 2004      |
| Marcelo Trobbiani        | 2004      |
| Luis Reyna               | 2004      |
| Ramón Mifflin            | 2004      |
| José Basualdo            | 2005      |
| Carlos Compagnucci       | 2005      |
| Juan Amador Sánchez      | 2006      |
| Jorge Amado Nunes        | 2006-2007 |
| Édgar Ospina             | 2007      |
| Julio Gómez              | 2007      |
| Ricardo Gareca           | 2007-2008 |
| Juan Reynoso             | 2009-2010 |
| Salvador Capitano        | 2010      |
| Javier Chirinos          | 2010      |
| José Guillermo del Solar | 2010-2012 |
| Nolberto Solano          | 2012      |
| Javier Chirinos          | 2012      |
| Ángel Comizzo            | 2013-2014 |
| Carlos Silvestri         | 2014      |
| José Guillermo del Solar | 2014      |
| Óscar Ibáñez             | 2014-2015 |
| Carlos Silvestri         | 2015      |
| Luis Fernando Suárez     | 2015      |
| Juan Pajuelo             | 2015      |
| Roberto Chale            | 2015-2017 |
| Pedro Troglio            | 2017-2018 |
| Javier Chirinos          | 2018      |
| Nicolás Córdova          | 2018-2019 |
| Juan Pajuelo             | 2019      |
| Ángel Comizzo            | 2019      |
| Gregorio Pérez           | 2020      |
| Ángel Comizzo            | 2020-2021 |
| Juan Pajuelo             | 2021      |
| Gregorio Pérez           | 2021-2022 |
| Edgardo Adinolfi         | 2022      |
| Manuel Barreto           | 2022      |
| Álvaro Gutiérrez         | 2022      |
| Jorge Araujo             | 2022      |
| Carlos Compagnucci       | 2022-2023 |
| Jorge Araujo             | 2023      |
| Jorge Fossati            | 2023-     |

## Títulos
| Treinador               | Titulos            | Anos                    |
| Campeonato Peruano      | Campeonato Peruano | Campeonato Peruano      |
| ----------------------- | ------------------ | ----------------------- |
| Arturo Fernández        | 4                  | 1941, 1945, 1946, 1949. |
| Marcos Calderón         | 4                  | 1964, 1966, 1967, 1985. |
| Roberto Scarone         | 3                  | 1969, 1971, 1982.       |
| Segundo Castillo        | 2                  | 1959, 1960.             |
| Roberto Chale           | 2                  | 1999, 2000.             |
| Andrés Rotta            | 1                  | 1929                    |
| Astengo-Denegri-Galindo | 1                  | 1934 .                  |
| Jack Greenwell          | 1                  | 1939                    |
| Juan Hohberg            | 1                  | 1974                    |
| Juan Carlos Oblitas     | 1                  | 1987                    |
| Fernando Cuéllar        | 1                  | 1990                    |
| Iván Brzić              | 1                  | 1992                    |
| Sergio Markarián        | 1                  | 1993                    |
| Osvaldo Piazza          | 1                  | 1998                    |
| Juan Reynoso            | 1                  | 2009                    |
| Ángel Comizzo           | 1                  | 2013                    |
| Copa Peruana            |                    |                         |
| Roberto Scarone         | 1                  | 1970                    |